# إدارة الجودة البيئية
شركة إدارة الجودة البيئية (بالإنجليزية: Environmental Quality Management)‏ اختصارًا (EQM) هي شركة هندسة ومعالجة بيئية مقرها في مدينة سينسيناتي بولاية أوهايو ، وقد نشطت في تقديم الدعم البيئي للتصدي لهجمات إرهابية ، وكارثة مكوك الفضاء ، وتنظيف مواقع الامتياز ، وتسرب المواد الكيميائية الخطرة والكوارث الطبيعية.

## التاريخ
تأسست شركة EQ في عام 1990 ، لتوفير خدمات الاستشارة البيئية والهندسية ، والاستعادة / الاستصلاح على الصعيد الوطني من مكاتبها في جميع أنحاء البلاد. بالإضافة إلى مقرها في سينسيناتي ، فإن EQM لديها مكاتب في شيكاغو ، إلينوي. دنفر، كولورادو؛ دورهام ، نورث كارولينا. لاس فيغاس، نيفادا؛ نيو أورليانز، لويزيانا؛ بيتسبرغ، بنسلفانيا؛ بورتلاند ، أوريغون ؛ روانوك ، فرجينيا. ساكرامنتو ، كاليفورنيا سان أنطونيو، تكساس؛ وسياتل ، واشنطن. وفقًا لقائمة 7 يوليو الصادرة عن سجل أخبار الهندسة (ENR) لأفضل 200 شركة بيئية ، تم تصنيف EQ حاليًا باعتبارها أكبر شركة بيئية في الولايات المتحدة 43 ؛ وهي من أكبر 17 شركة في مجال مشاريع النفايات الخطرة ، وهي ثالث أكبر شركة عمومية للبيئة تتعاقد معها ، وتحتل المرتبة التاسعة بين أكبر شركات «البيئة كافة» في الولايات المتحدة.
تقدم الشركة خدمات في المجالات التالية:
- خدمات جودة الهواء الاستجابة طارئ  الإدارة البيئية  الصحة الصناعية  صلب  الخدمات الاسمنتية

## دراسة رصد موقع مركز التجارة العالمي
أجرت EQM دراسة مراقبة للمباني السكنية الواقعة في الشمال والجنوب الغربي من غراوندزيرو لتحديد وجود الديوكسينات وثنائي الفينيل متعدد الكلور والمعادن غير العضوية والأسبستوس.  قدمت EQM توصيات لضمان التنظيف السليم للغبار الملوث بالأسبستوس وتقليل تعرض أفراد التنظيف والركاب العائدين إلى المباني.
ساعدت الشركة في تنسيق أنشطة مانح NIEHS-WETP في موقع WTC ، وقيمت الوضع الحالي للسلامة والصحة لموظفي الاستجابة العاملين في موقع WTC ، وقامت بتقييم خطط أو برامج الصحة والسلامة الحالية للموقع والجوانب ذات الصلة مثل مراقبة التعرض مع فيما يتعلق بحماية العمال ، وأجرى تقييمًا أوليًا لاحتياجات التدريب المحددة لأنشطة موقع مركز التجارة العالمي.
ساعدت EQ في تهيئة موارد الاستجابة ، بما في ذلك التنسيق مع مجلس مدينة نيويورك لمقاولات البناء والتشييد ورابطة أرباب العمل في البناء ، شركة Bechtel Corporation (المقاول المسؤول عن تطوير خطة السلامة والصحة في موقع الكوارث في WTC) ، والأطراف الأخرى مع احترام البرامج التدريبية التي يمكن تقديمها على الفور من قبل منظمات المانحين.
استندت تقييم حالة السلامة والصحة في الموقع إلى الملاحظات والتحليلات الموضعية لتقارير تحديث الإصابات بمرض الكوارث في موقع WTC والتي تصدرها إدارة الصحة بالمدينة.

## الاستجابة الطارئة لتنظيف الانثراكس
تم إغلاق مبنى مكتب مجلس الشيوخ في هارت في 17 أكتوبر 2001 ، عندما فتح مساعدو زعيم الأغلبية في مجلس الشيوخ توم داشل رسالة مرسومة بالجمرة الخبيثة في مكتبه. كما أظهرت العديد من مباني المكاتب الأخرى في الكونغرس أدلة على تلوث الجمرة الخبيثة ، وكان لابد من تطهيرها.
استجابة لهذه الأخطار التي تهدد الحياة ، كانت EQ في الموقع في Capitol Hill خلال 24 ساعة مع أطقم ومعدات لتطوير علاج مبيد حيوي للبكتيريا Bacillus Anthracis.  قامت شركة EQM بقيادة وتطوير وتدريب العديد من المتعاقدين للتعامل مع تطهير الأفراد والتجهيزات والتغويز.
طورت EQM تدريبات «أخذ عينات من الجمرة الخبيثة».  صممت EQM أيضًا أنظمة احتواء إزالة التلوث المكونة من عدة غرف في ثلاثة مواقع بمبنى هارت سيناتور أوفيس ، وشيدت وأُجبرت على ذلك.  وحدات البناء المكررة من EQM لجعلها أسرع في التجميع أثناء الإعداد اليومي والهدم.  طورت EQM كتيبات ، وضعت إجراءات التشغيل القياسية ، وتدرس إجراءات إزالة التلوث المتخصصة.

## مكوك الفضاء  لانعاش كولومبيا
وانفصل المكوك الفضائي كولومبيا عن العودة مرة أخرى فوق ولاية تكساس في 1 فبراير 2003. وخلال ساعات من كارثة كولومبيا ، استخدمت وكالة حماية البيئة في الولايات المتحدة الأمريكية 6 ، عقدها لخدمات الطوارئ والاستجابة السريعة (ERRS) للاتصال بـ EQM للمساعدة في جهود الإنعاش. استجابت الشركة على الفور عن طريق إرسال طاقم إلى منطقة دالاس / فورت وورث. قبل فترة طويلة ، كان EQM وفريقها 75 موظفا استجابة مدربة في الميدان المساعدة في جهود الإنعاش. شارك فريق EQM في وضع العلامات واسترجاع الحطام ونقله إلى مكان آمن.
بسبب المخاوف من التعرضات الخطيرة واضطرابات الموقع ، كانت الشركة تتعرض لضغوط لتحقيق الإنجاز السريع وتأمين الانتعاش. عمل موظفو EQM بالاقتران مع العديد من الأفراد المحليين والولائيين والفدراليين لتحقيق هدف الانتعاش السريع والكامل لبقايا المكوك.
تم تنفيذ هذا المشروع على مساحة 500 ميل مربع (1300 كيلومتر مربع) تتمحور حول تكساس ولويزيانا. وشملت المخاطر الكيميائية المصادفة هيدرازين ورباعي أكسيد النيتروجين ، بالإضافة إلى مخاطر المواد المتفجرة والقابلة للاشتعال والتآكل والمواد التفاعلية.
نتيجة لهذا الجهد الهام ، تم تكريم EQM في 10 يوليو 2003 في واشنطن العاصمة في حفل توزيع جوائز الأعمال السنوية للصغار والمحرومين. الجائزة معترف بها من EQ لإنجازاتها البارزة في استعادة الحطام من المكوك الفضائي كولومبيا.

## استجابة التنظيف البيئي لإعصاري كاترينا وريتا
قدمت شركة EQM خدمات التنظيف البيئي وإدارة النفايات في ثمانية أبرشيات في لويزيانا تأثرت بإعصار كاترينا وإعصار ريتا .  كانت الشركة جزءًا لا يتجزأ من عملية البحث والإنقاذ.
بعد أيام من إعصار كاترينا الذي دمر نيو أورليانز وساحل الخليج المجاور ، كلفت الجمعية الفيدرالية لإدارة الطوارئ (FEMA) EQM (من خلال عقد خدمات الطوارئ والاستجابة السريعة في منطقة EPA في الولايات المتحدة) بإجراء مهمة بحث وإنقاذ ، تليها إزالة الحطام تنظيف النفايات الخطرة في المناطق الأشد تضررا.
أرسلت الشركة على الفور 120 شخصًا (موظفون ومقاولون من الباطن) للمساعدة في هذا الجهد.  في ذروة مهمة الإنقاذ ، كان فريق EQM يعمل من 15 إلى 18 ساعة في اليوم ويعيش في مدينة خيام.  تم نشر ستين قاربًا بشكل مستمر من نيو أورليانز إلى مختلف الرعايا في محاولة للبحث عن ناجين وإحضارهم إلى الشاطئ.
بعد اكتمال جهود البحث والإنقاذ ، حولت الشركة انتباهها إلى إزالة الحطام والنفايات الخطرة.  تضمن العمل تحديد وتوسيم وتعبئة وترتيب النقل والتخلص من كميات هائلة من النفايات المنزلية وتصنيع النفايات وتكريرها والأجهزة الكبيرة التي تحتوي على مبردات

## روابط خارجية
- موقع شركة إدارة الجودة البيئية